# Chamaret
Chamaret ist eine französische Gemeinde im Département Drôme in der Region Auvergne-Rhône-Alpes. Die Einwohner nennen sich Chamarétois. Die Ansicht der mittelalterlichen Stadt wird von einer Festung mit zwei von weitem sichtbaren Bergfrieden geprägt.

## Geografie
Chamaret liegt etwa neun Kilometer von Valréas entfernt und in direkter Nachbarschaft zu Colonzelle.

## Bevölkerungsentwicklung
| Jahr                       | 1962 | 1968 | 1975 | 1982 | 1990 | 1999 | 2007 | 2018 |
| Einwohner                  | 347  | 312  | 275  | 349  | 455  | 493  | 538  | 531  |
| Quellen: Cassini und INSEE |      |      |      |      |      |      |      |      |

Chamaret gehört mit 527 Einwohnern (Stand 1. Januar 2022) zu den kleineren Gemeinden im Département Drôme.

## Sehenswürdigkeiten

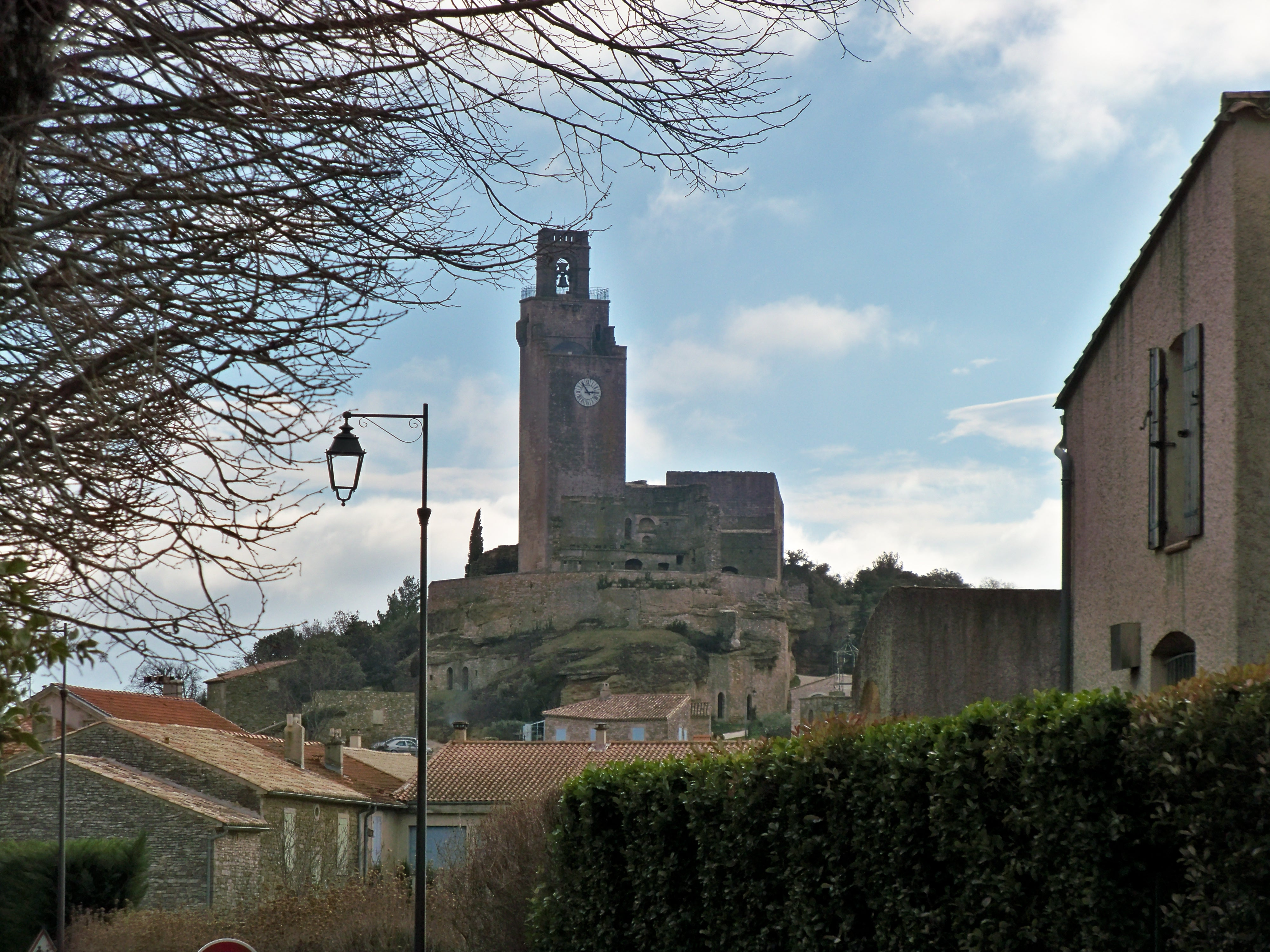
Turm des Schlosses

- Turm und die Ruinen des Schlosses
- Kirche Saint-Barthélemy